# Alberto dos Santos Miranda
Alberto dos Santos Miranda (Macedo de Cavaleiros, 14 de fevereiro de 1912 - Vila Real, 17 de outubro de 1992) foi um escritor e poeta português, tendo publicadas 6 obras de poesia: Musa incerta (1957), Regresso (1962), Relíquias da minha terra (1966), Entre dois rumos (1981), Antologia poética (1985) e Aguarelas (1988).

Para além disso, colaborou com bastante regularidade em várias publicações, como: Amigos de Bragança, Além-Douro, Alto Tâmega, A Região, A Voz de Trás-os-Montes, A Voz do Nordeste, Bairrada (a partir de 31 de Dezembro de 1958), Catassol, Gazeta Literária (órgão da Associação dos Jornalistas e Homens de Letras do Porto, de que era membro), Gil Vicente, Nordeste Cultural, Notícias do Douro, O Cávado, O Transmontano, O Vilarealense,
Revista CNA (do Colégio Nun’Álvares), Tellus, etc.